# Другой взгляд (телесериал)
«Другой взгляд» (исп. La otra mirada), пилотное название «Альма-матер» (исп. Alma Mater) — испанский драматический телесериал, созданный Жозепом Систером Рубио и Хайме Вакой. Премьера сериала состоялась 25 апреля 2018 года на телеканале La 1. 25 октября 2018 года сериал был продлён на второй сезон (первоначально было анонсировано 13 эпизодов, однако из-за низких рейтингов снято только 8).
Помимо Испании, сериал был показан в Финляндии под названием Toinen katse.

## Сюжет
Действие происходит в Севилье в 1920-е годы. В школу для девочек приходит новая учительница Тереса Бланко с совершенно новым взглядом на окружающую действительность и тайной целью, напрямую связанной со школой.
Основная проблема, показанная в сериале, — проблема прав женщин. Также затрагиваются проблемы отношения к гомосексуальности (Анхела и Паула), сиротства и расизма (Инес), абортов (Флавия), психических заболеваний (Элиас), классовых барьеров (Элиас и Маргарита), эксплуатации рабочих на предприятиях (Висенте).

## В ролях

### В главных ролях
| Актёр                 | Роль                                                    | Сезоны |
| --------------------- | ------------------------------------------------------- | ------ |
| Макарена Гарсия       | Мануэла Мартин Касадо директриса                        | 1—2    |
| Патрисия Лопес Арнайс | Тереса Бланко Санчес учительница литературы и искусства | 1—2    |
| Ана Вагенер           | Луиса Фернандес Майораль учительница биологии           | 1—2    |
| Сесилия Фрейре        | Анхела Лопес Кастаньо учительница этикета               | 1—2    |
| Мелина Мэтьюс         | Кармен Лара учительница физкультуры                     | 2      |

### Второстепенный состав
| Актёр              | Роль                                                                      | Сезоны |
| ------------------ | ------------------------------------------------------------------------- | ------ |
| Глория Муньос      | Мануэла Касадо Гарсия мать Мануэлы Мартин Касадо, бывшая директриса школы | 1—2    |
| Карлос Олалья      | Паскуаль Мартин отец Мануэлы                                              | 1—2    |
| Бегонья Варгас     | Роберта Луна Миньямбрес                                                   | 1—2    |
| Лусия Диес         | Маргарита Ортега-Санчес Каманьо-и-Лопес де Каррисоса                      | 1—2    |
| Карла Кампра       | Флавия Кардеса Гонсалес                                                   | 1—2    |
| Паула де ла Ньета  | Макарена Пандуро Ален                                                     | 1—2    |
| Абриль Монтилья    | Мария Хесус Хуньо Креспо                                                  | 1—2    |
| Элена Гальярдо     | Кандела Мехия Родас                                                       | 1—2    |
| Хуанлу Гонсалес    | Рамон садовник                                                            | 1—2    |
| Альваро Мель       | Томас Перальта Гарсия де Блас                                             | 1—2    |
| Пепа Грасия        | Паула Ален мать Макарены, художница                                       | 1—2    |
| Жорди Коль         | Мартин Артеага Гомес-Берсоса муж Мануэлы                                  | 1—2    |
| Алехандро Сигуэнса | Давид муж Анхелы                                                          | 1      |
| Хосе Пастор        | Рафаэль Перальта Гарсия де Блас (Рафита)                                  | 1—2    |
| Хосе Луис Баркеро  | Альваро Перальта Гарсия де Блас                                           | 1—2    |
| Селия Фрейхейро    | Мария Антония Миньямбрес мать Роберты                                     | 1—2    |
| Филипе Дуарте      | Ванилду Закариаш де Азеведу (Нилду)                                       | 1      |
| Дариам Коко        | Инес                                                                      | 2      |
| Сесар Висенте      | Элиас помощник Рамона                                                     | 2      |
| Хавьер Мора        | дон Рафаэль Перальта отец Томаса, Рафиты и Альваро                        | 1—2    |
| Пако Мора          | Аркадио Перес Фернандес сын Луисы                                         | 1—2    |
| Рауль Феррандо     | Энрике Идальго жених Флавии, затем её муж                                 | 1—2    |
| Хавьер Амбросси    | Бенито Падилья                                                            | 2      |
| Хавьер Кальво      | Хорхе Мерло                                                               | 2      |
| Хоакин Нотарио     | Висенте Мартинес почтальон                                                | 2      |

### В эпизодах
| Актёр                   | Роль                                 | Сезоны |
| ----------------------- | ------------------------------------ | ------ |
| Хосе Эмилио Вера        | Хосе Франсиско Луна отец Роберты     | 1      |
| Пилар Кано              | Сусана Гонсалес мать Флавии          | 1      |
| Игнасио Росадо          | отец Флавии                          | 1—2    |
| Каролина Гарсия Эррера  | Алисия Мехия Родас сестра Канделы    | 1      |
| Альберто Гонсалес       | Фернандо Лара Фандиньо адвокат       | 1      |
| Мерседес Арбису         | Мария де Маэсту                      | 1      |
| Хуан Карлос Вильянуэва  | отец Тересы                          | 1      |
| Альваро Санс Родригес   | Хуан Хосе                            | 1      |
| Эдуардо Сервера Ретамар | молодой дипломат                     | 1      |
| Кристина Санчес-Кава    | Росио секретарша на фабрике Перальта | 1      |
| Оти Мансано             | Долорес                              | 2      |
| Сильвия Аранда          | жена Рафаэля Перальты                | 2      |
| Даниэла Салудес         | Каталина невеста Аркадио             | 2      |
| Луис Фернандо Альвес    | Педро Муньеса                        | 2      |
| Оскар Ортуньо           | школьник из Мадрида                  | 2      |
| Иван Санчес             | Серхио                               | 2      |
| Хесус Агудо             | любовник Мануэлы                     | 2      |
| Маурисио Баутиста       | мэр Севильи                          | 2      |
| Марта Ансино            | Мария                                | 2      |
| Омар Сарагоса           | Фидель                               | 2      |
| Кандела Фернандес       | Ньевес                               | 2      |

## Производство
Сериал был снят в Мадриде и Севилье. Съёмки некоторых эпизодов проходили в Утрере, Лупьяне, Толедо и Гвадалахаре. Производством занимались компании RTVE и Boomerang TV.

## Награды
В 2018 году сериалу была присуждена премия MiM Series в номинации «Лучший драматический телесериал». За роль Тересы Патрисия Лопес Арнайс получила премию Ondas в номинации «Лучшая женская роль».

## Список эпизодов

### 1 сезон (2018)
| № в сериале | № в сезоне | Название                         | Режиссёр                 | Автор сценария                               | Дата премьеры  | Зрители в Испании |
| --- | ---------- | -------------------------------- | ------------------------ | -------------------------------------------- | -------------- | ----------------- |
| 1 | 1          | «Tabaco, pantalones y jazz»      | Луис Сантамария          | Хайме Вака и Мария Лопес Кастаньо            | 25 апреля 2018 | 1 620 000 (9,6%)  |
| Тереса Бланко, ставшая свидетельницей убийства испанского посла в Лиссабоне, прибывает в Севилью в поисках некой Роберты Луны. Пытаясь собрать информацию о девушке, Тереса выдаёт себя за учительницу и устраивается в школу, где учится Роберта. Тем временем Роберта сбегает со школьного спектакля, отправляется на вечеринку и подвергается изнасилованию.                                      |            |                                  |                          |                                              |                |                   |
| 2 | 2          | «Un voto de confianza»           | Пабло Герреро            | Мария Лопес Кастаньо и Альберто Мансано Руис | 2 мая 2018     | 1 674 000 (10,1%) |
| Новая директриса школы Мануэла сталкивается с первыми трудностями, сомневается в своей способности руководить и вынуждена устроить выборы, в ходе которых у неё появляется неожиданная конкурентка — Луиса. Роберте приходится столкнуться с последствиями побега из школы. Флавия скрывает от подруг роман с Томасом Перальтой. Тересу подозревают в убийстве посла, её портрет публикуют в газете. |            |                                  |                          |                                              |                |                   |
| 3 | 3          | «Retratos en tonos pastel»       | Фернандо Гонсалес Молина | Альба Лусио                                  | 9 мая 2018     | 1 750 000 (10,7%) |
| Анхела и её муж Давид решают заказать семейный портрет. Тереса встречает в Севилье Нилду Закариаша де Азеведу, с которым познакомилась в Лиссабоне. Роберта отказывается идти на осенний бал. |            |                                  |                          |                                              |                |                   |
| 4 | 4          | «Derecho a la intimidad»         | Пабло Герреро            | Марио Парра                                  | 16 мая 2018    | 1 698 000 (10,4%) |
| Луиса проводит в школе урок полового воспитания, оборачивающийся провалом, и право провести второй урок предоставляют Тересе. Мартин, муж Мануэлы, мечтает о ребёнке, но Мануэла считает, что сейчас не время. |            |                                  |                          |                                              |                |                   |
| 5 | 5          | «La vida que quiero vivir»       | Луис Сантамария          | Мария Лопес Кастаньо и Альберто Мансано Руис | 23 мая 2018    | 1 376 000 (8,0%)  |
| Фотография Роберты на вечеринке становится поводом для ссоры между ученицами. Тереса сообщает родителям Роберты о том, что их дочь изнасиловал Рафита Перальта, и они забирают её из школы. Луиса также принимает решение оставить преподавание, но возвращается. |            |                                  |                          |                                              |                |                   |
| 6 | 6          | «Una segunda oportunidad»        | Пабло Герреро            | Альба Лусио                                  | 30 мая 2018    | 1 342 000 (7,8%)  |
| Тереса увольняется, но затем снова возвращается в школу. Сын Луисы Аркадио резко меняется после знакомства с Марией Хесус. |            |                                  |                          |                                              |                |                   |
| 7 | 7          | «Pienso en mí»                   | Мар Олид                 | Марио Парра                                  | 6 июня 2018    | 1 353 000 (7,8%)  |
| В школу приезжает Мария де Маэсту и выступает с речью о важности личностного развития каждого человека. Мануэла размышляет об отношениях со своим мужем. Родители Флавии настаивают на её помолвке с Энрике Идальго, однако Томас просит её провести ночь с ним. Роберта готова публично обвинить Рафиту в изнасиловании. Анхела сближается с Паулой и начинает пренебрегать своей работой.          |            |                                  |                          |                                              |                |                   |
| 8 | 8          | «La primera y la última palabra» | Луис Сантамария          | Мария Лопес Кастаньо                         | 20 июня 2018   | 1 575 000 (9,9%)  |
| Родители большинства учениц возмущены тем, что руководство школы поддерживает Роберту, подавшую в суд на Рафиту. Мартин вынужден выступить на этом процессе в качестве судьи. Во время дачи показаний Роберта не чувствует себя в безопасности, так как у неё нет ни хорошего адвоката, ни поддержки родителей.                                                                                      |            |                                  |                          |                                              |                |                   |
| 9 | 9          | «Viacrucis»                      | Пабло Герреро            | Альба Лусио                                  | 27 июня 2018   | 1 326 000 (8,6%)  |
| На пасхальных каникулах Тереса остаётся в школе, чтобы собраться с мыслями. Макарена узнаёт, что её мать тайно встречается с Анхелой. Во время прогулки с женихом Флавия встречает Томаса, который отрёкся от собственной семьи и работает уличным фотографом. |            |                                  |                          |                                              |                |                   |
| 10 | 10         | «Déjalo ir»                      | Мар Олид                 | Марио Парра                                  | 4 июля 2018    | 1 168 000 (7,9%)  |
| Кандела получает известие о смерти своей старшей сестры Алисии и тяжело переживает потерю, но не подаёт виду. Луиса переживает из-за того, что её сын Аркадио хочет продать дом. |            |                                  |                          |                                              |                |                   |
| 11 | 11         | «El espejo en el que me miro»    | Пабло Герреро            | Марио Парра и Хайме Вака                     | 11 июля 2018   | 1 180 000 (7,9%)  |
| Мануэла едет в Мадрид и поручает все административные дела Луисе, а та в свою очередь зовёт на помощь мать Мануэлы, бывшую директрису. Флавия пытается скрыть свои чувства к Томасу. Родители Роберты избегают её после суда. |            |                                  |                          |                                              |                |                   |
| 12 | 12         | «Ser mujer»                      | Мар Олид                 | Альба Лусио                                  | 18 июля 2018   | 1 108 000 (8,1%)  |
| После расставания с мужем Анхела скучает по детям. Мария Хесус переживает из-за своей внешности. Маргарита пытается сблизиться с Томасом, не зная, что он всё ещё любит Флавию. Тереса находит газетную статью, из которой следует, что её отец был знаком с отцом Роберты. |            |                                  |                          |                                              |                |                   |
| 13 | 13         | «Alma máter»                     | Луис Сантамария          | Хайме Вака и Мария Лопес Кастаньо            | 25 июля 2018   | 1 265 000 (9,9%)  |
| После суда над Рафитой школа сталкивается с серьёзными финансовыми проблемами. Флавия хочет продолжить обучение в следующем году, но не может этого сделать из-за предстоящей свадьбы с Энрике. Роберта боится проводить каникулы с родителями. Анхела и Паула расстаются. Тереса получает таинственную записку.                                                                                     |            |                                  |                          |                                              |                |                   |

### 2 сезон (2019)
| № в сериале | № в сезоне | Название              | Режиссёр                                   | Автор сценария                        | Дата премьеры | Зрители в Испании |
| --- | ---------- | --------------------- | ------------------------------------------ | ------------------------------------- | ------------- | ----------------- |
| 14 | 1          | «Miedo al otro»       | Луис Сантамария                            | Альба Лусио и Ирене Родригес          | 27 мая 2019   | 1 611 000 (10,4%) |
| После четырёх месяцев в тюрьме Тереса объявлена невиновной. Выясняется, что Роберта — её единокровная сестра, а настоящая убийца посла — Мария Антония Миньямбрес. На улице Тереса встречает темнокожую девушку Инес и приводит её в школу. Приезжает новая учительница физкультуры — Кармен Лара. Луиса знакомится с почтальоном Висенте. Флавия замужем за Энрике и продолжает учёбу. В Севилью возвращается Томас.     |            |                       |                                            |                                       |               |                   |
| 15 | 2          | «Lo que espero de mí» | Пабло Герреро                              | Татьяна Родригес                      | 3 июня 2019   | 1 571 000 (10,2%) |
| Тереса переезжает в собственный дом, сближается с Рамоном и предоставляет свою комнату Кармен. В целях экономии в школе отключают отопление и электричество, и ученицы обвиняют в этом Инес. |            |                       |                                            |                                       |               |                   |
| 16 | 3          | «Vuestra historia»    | Пабло Герреро                              | Ана Мунис да Кунья                    | 10 июня 2019  | 1 561 000 (10,1%) |
| По приглашению Мануэлы в школу приезжают кинорежиссёры и предлагают ученицам снять короткометражный фильм. Роберта пытается наладить отношения со своей сестрой Тересой, но та избегает её. Мануэла хочет решить семейные проблемы с Мартином, однако тот начинает встречаться с Кармен, которая передаёт семье Перальта важную информацию о школе. Маргарита старается отстраниться от Элиаса — нового помощника Рамона. |            |                       |                                            |                                       |               |                   |
| 17 | 4          | «Mujeres olvidadas»   | Карлос Наварро Бальестерос                 | Ирене Родригес                        | 17 июня 2019  | 1 358 000 (9,0%)  |
| Ученицы предлагают переименовать улицу, на которой стоит школа, в честь женщины. Роберта находит утешение, начав встречаться с Томасом. Об этом узнают её подруги, в том числе Флавия. Маргарита узнаёт, что Элиас болен шизофренией. Мария Хесус под руководством Кармен учится стрелять из лука. |            |                       |                                            |                                       |               |                   |
| 18 | 5          | «Baile de máscaras»   | Карлос Наварро Бальестерос                 | Ана Мунис да Кунья                    | 24 июня 2019  | 1 447 000 (9,8%)  |
| Мануэла и Мартин продолжают притворяться парой, однако во время бала-маскарада правда выплывает наружу. Флавия обнаруживает, что беременна, и старается скрыть это от других, но Кандела обо всём догадывается. Маргарита приглашает Элиаса на бал-маскарад и мечтает о первом поцелуе. Луиса замечает, что в школьной лаборатории побывал кто-то посторонний.                                                            |            |                       |                                            |                                       |               |                   |
| 19 | 6          | «Tengo un sueño»      | Пабло Герреро                              | Альба Лусио и Татьяна Родригес        | 1 июля 2019   | 1 174 000 (8,5%)  |
| В школе проходят соревнования по стрельбе из лука. Группу участников из Мадрида сопровождает Анхела. Мария Хесус вынуждена соревноваться с юношами. Мануэла и Мартин тяжело переживают расставание. Кармен решает прекратить отношения с Мартином. Флавия скрывает от мужа, что сделала аборт. |            |                       |                                            |                                       |               |                   |
| 20 | 7          | «No hay fracaso»      | Карлос Наварро Бальестерос                 | Татьяна Родригес и Ана Мунис да Кунья | 8 июля 2019   | 998 000 (6,6%)    |
| В Севилью возвращается Аркадио, собирающийся жениться. Флавия принимает решение не возвращаться к Энрике. Донья Мануэла пытается заставить дочь задуматься о решении, принятом в отношении Кармен. В лаборатории происходит пожар. |            |                       |                                            |                                       |               |                   |
| 21 | 8          | «Desde dentro»        | Карлос Наварро Бальестерос и Пабло Герреро | Альба Лусио и Ирене Родригес          | 15 июля 2019  | 1 178 000 (8,8%)  |
| Из-за махинаций Кармен школа закрывается и переходит в собственность семьи Перальта. Учителя и ученицы собираются вместе, пытаясь защититься. Флавия и Томас вместе сбегают и уезжают в США. |            |                       |                                            |                                       |               |                   |